# Moma kolthoffi
Moma kolthoffi är en fjärilsart som beskrevs av Felix Bryk 1948. Moma kolthoffi ingår i släktet Moma och familjen Pantheidae. Inga underarter finns listade i Catalogue of Life.